# 市区

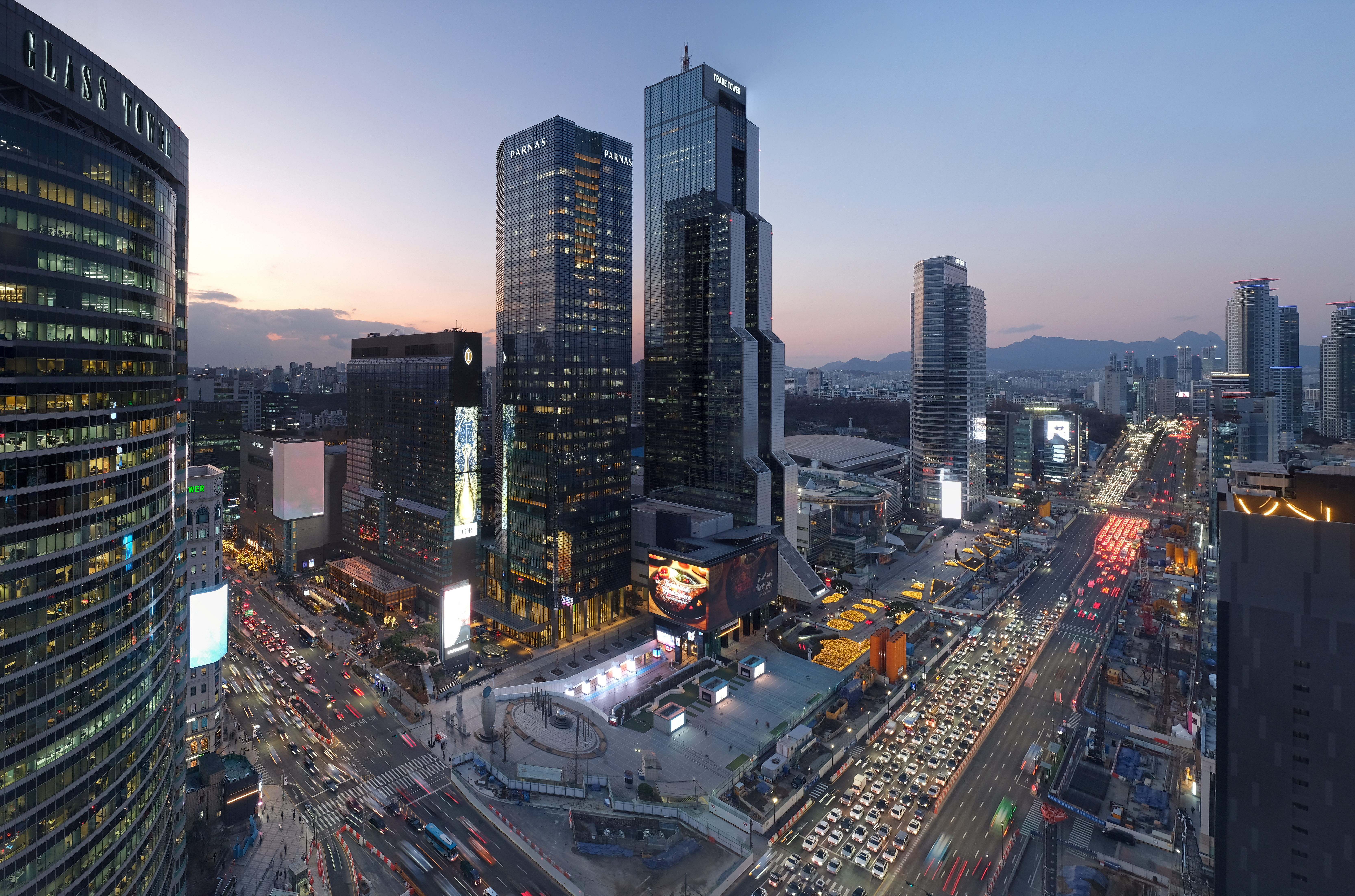
韓國首爾的江南區景觀

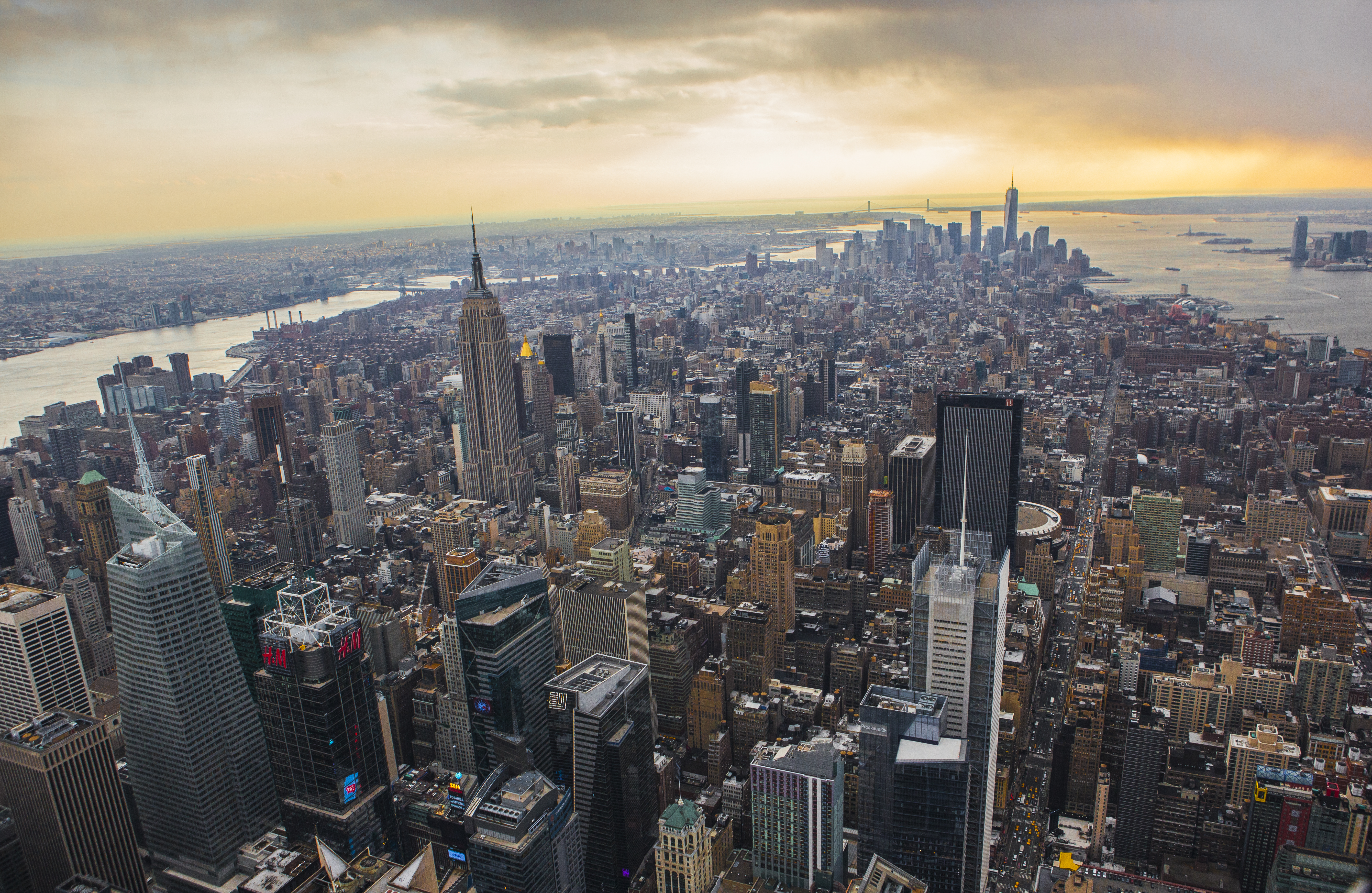
紐約曼哈頓的高樓街廓是典型的市區天際線景觀。

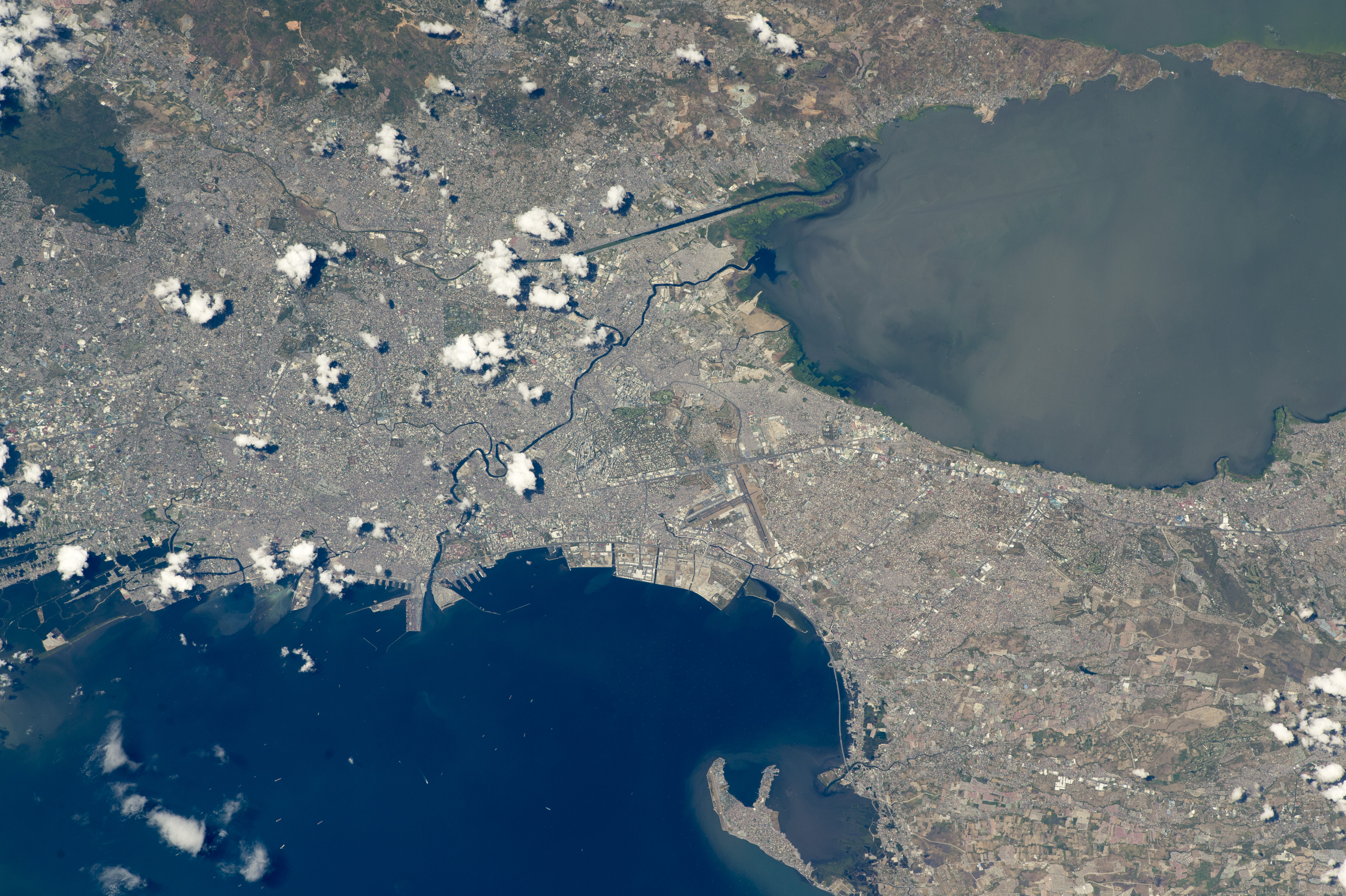
從國際太空站上拍攝的馬尼拉大都會。

市區（英語：urban area），又稱城區，是指和周邊地區相較之下，有著人口密度較高、人類活動特徵較發達的區域。在行政劃分上，市區可能是市、鎮，或是由多個行政區域結合的集合城市（conurbations）。通常來說，村、鎮等小型聚落不會被定義為市區。
市區是在城市化的過程中形成、發展。測量市區的範圍對於分析人口密度和城市延伸有許多幫助，也能幫助分別計算居住於都市和鄉村的人口。與市區不同，都會區（metropolitan area）不只包括市區，同時涵蓋了衛星城市以及周遭的農村地區，這些區域的人口，通常和就業機會較多的中心市區因通勤有社會經濟上的連結。市區是指在都會區内，在人口、經濟活動上集中成長的區域。一般所謂的都會區，是以縣級或郡級規模的行政單位為基準來建立。由於郡、縣是人口相對安定的行政區域；因此經濟學者等專家較常以都會區為單位來進行經濟、社會上的資料統計。對於效計算人口密度、土地利用率來說，市區是較為重要的計算、統計對象。

## 亞洲

### 東亞
- 中国大陆：城市大多为广域市，市区很少超出市域，一般是各地人民政府駐地附近；但隨著經濟發展，會有不斷搬遷駐地以開拓城市的情況，這個時候人民政府駐地就不在市區。但駐地遷離後的市區還是會存在著大量市級行政機關，市區地位會保持一段時間。在衡量市区人口时，中国大陆还使用建成区的标准。
  - 直轄市／地級市：市轄區政府駐地
  - 縣級市／縣：一般來說是縣政府駐地，街道優先成為駐地
- 香港：（1999年以前設有2個市政局，現在各市鎮並無市建制）一般指「港島及九龍」。但民間而言，廣義可指「港島及九龍，再加上『新界新市鎮內連綿密集地以多層樓宇為主，且有一定商業/零售活動的地帶』」；狹義僅指「港島及九龍」（有時會加上新界的葵青區及荃灣市區，即等同規劃署定義的「都會區」）；再狹義而言，進一步減去港九已建區邊緣的山林地帶，以及整個港島南區（參見香港市區）
- 澳門：各島嶼的中心地帶稱市區（1999年以前設有2個市政廳，現在各島嶼並無市建制）
- 臺灣：現時在台灣行政規劃與其大陸有差異，總體偏向日本行政區劃。地方政府所在地多數是市區之一，但不是所有，如嘉義縣政府所在地太保市週圍是農田
  - 直轄市／市市政府所在地的區，還有商業區的設置。
- 日本：日本全國總分為6個大區；大區下分為多個市縣，最大規模市區是東京都和大阪府。日本国势调查（人口普查）时使用人口集中地區来定义市区。
- 朝鮮半島：傳統上分為八道
  -  ：下分多個市及洞，最大規模市區在首爾和仁川
  -  ：下分10市（包括平壤），2個特別市、1個特別行政區、多個洞及勞動者區，市區幾乎全部集中在平壤直轄市、南浦特別市、清津市、羅先市、新義州市、開城市、元山市、咸興市、江界市、惠山市、海州市、价川市及熙川市

## 歐洲

### 巴爾幹半島
- 阿尔巴尼亚：設有6市，主要市區在首都地拉那，另有都拉斯和薩蘭達
- 塞爾維亞：市區在首都貝爾格萊德和尼什一帶
- ：主要市區在薩拉熱窩和東薩拉熱窩
- ：市區分佈在薩格勒布和杜布羅夫尼克
- 北馬其頓：市區在斯科普里一帶

### 東歐
- 羅馬尼亞 : 市區分佈在布加勒斯特、蒂米什瓦拉、錫比烏等城市
- 俄羅斯 : 設有聯邦管區、聯邦直轄市、經濟特區、下級行政區，大都會是莫斯科市，另外其他市區還有聖彼得堡、新西伯利亞、梁贊等城市
- 乌克兰：市區在首都基輔州、敖德薩州、頓涅茨克州及第聶伯羅彼得羅夫斯克州一帶
- 摩尔多瓦：市區在基希涅夫一帶

### 南歐
- 義大利：市區在米蘭一帶
- 西班牙：

### 中歐
- 波蘭：市區有華沙
- 德国：設有聯邦州，下分市及區，市區在柏林、科隆、德累斯頓
- 奥地利：市區有維也納